# 30 (getal)

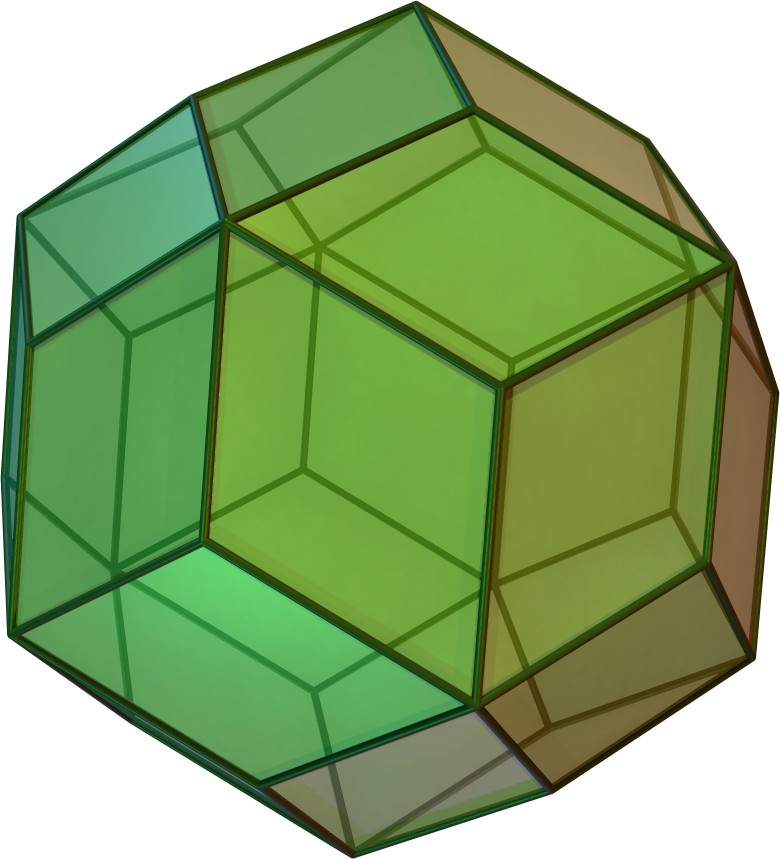
Een rombische triacontaëder heeft dertig zijvlakken

30 (dertig) is het natuurlijke getal volgend op 29 en voorafgaand aan 31.

## In de wiskunde
Het is een primoriaal alsook de som van de kwadraten van de natuurlijke getallen 1, 2, 3 en 4. Het is het eerste sphenische getal. Het is de som van de eerste vier kwadraten, welke het een vierkant piramidegetal maken. Het is ook een elfhoeksgetal.
30 is het grootste getal met de eigenschap dat alle kleinere getallen die er relatief priem mee zijn, zelf een priemgetal zijn of 1. Het is een Harshadgetal.
Zowel een icosaëder als een dodecaëder hebben 30 ribben.
Het Chinese woord cijfer voor dertig is 三十.

## In natuurwetenschap
- Het atoomnummer van het scheikundig element zink Zn.

## Overig
- het aantal dagen in de maanden april, juni, september en november.
- het landnummer voor internationale telefoongesprekken naar Griekenland.
- het aantal Atheense burgers, de Dertig Tirannen, dat de macht greep na een revolutie en een bestuurlijke crisis
- het jaar 30 B.C., het jaar A.D. 30, 1930